# Calpurnius Siculus
Pour les articles homonymes, voir Calpurnius.
Titus Calpurnius Siculus (milieu du s. I. ap. J.-C.) est un poète latin natif de Sicile, dont on connait sept églogues (Eclogae) s'inspirant du grec Théocrite et surtout des Bucoliques de Virgile. On ne connaît presque rien de sa vie.

## Œuvres
Des manuscrits redécouverts à la Renaissance contenaient onze Bucoliques, copiées d'un seul bloc et attribuées à Calpurnius.
À la suite de la démonstration du philologue allemand Moriz Haupt (1808-1876) fondée essentiellement sur une étude métrique des vers, on s'accorde aujourd'hui à dire que les quatre dernières sont beaucoup plus tardives et sont probablement l'œuvre de Némésien, poète du IIIe siècle,. Les deux poèmes bucoliques des Carmina Einsidlensia lui ont également été attribués, mais à tort.
Dans son œuvre, Calpurnius marque son enthousiasme pour l'avènement de Néron, qui suscitait alors de grands espoirs. Un de ses textes les plus célèbres est sa première églogue, située par Haupt après la mort de Claude. Dans ce poème, un jeune paysan raconte à son ami Lycotas ce qu'il voit à Rome en 57 : le spectacle qu'offre Néron à l'inauguration de son amphithéâtre en bois. Cet amphithéâtre, en bois et détruit lors du grand incendie de Rome en 64, est le premier amphithéâtre de Rome. Le plus connu à la même époque était l'amphithéâtre de Campanie (8.000 places). Le texte de Calpurnius est le seul qui nous donne autant de précisions sur l'amphithéâtre de Néron.
Les vers 77 et suivants de la première églogue mentionnent un événement astronomique, le passage d'une comète visible pendant une vingtaine de jours, que Calpurnius rapproche de la funeste comète de César. Le latiniste Jean Hubaux l'identifie comme la comète de 60 ap. J.-C., avis réfuté par Léon Herrmann en faveur de celle de 54 ap. J.-C., car celle de 60 fut visible pendant six mois, au contraire du passage de 54, beaucoup  plus bref selon Sénèque l'Ancien,.

## Traductions
- Calpurnius, « Poètes mineurs latins. Les Bucoliques de T. CALPURNIUS. », sur Remacle.org, 1842 (consulté le 17 mai 2021).